# Kurt Fiege
Kurt Friedrich Daniel Fiege (* 18. Oktober 1897 in Hannover; † 23. Januar 1983 in Göttingen) war ein deutscher Geologe.

## Leben
Kurt Fiege wurde am 18. Oktober 1897 als zehntes Kind von Daniel Fiege und seiner Frau Marie, geb. Elvers, in Hannover geboren. Er besuchte das Kaiser-Wilhelm-Gymnasium in Hannover, wo er am 15. Juni 1915 die Reifeprüfung (Notabitur) ablegte.
Er meldete sich im Ersten Weltkrieg als Kriegsfreiwilliger zum Militär und begann am 30. Juni 1915 seine Grundausbildung in Itzehoe. Am 1. Januar 1916 wurde er an die Ostfront nach Russland verlegt, am 24. März 1917 wurde er zum Unteroffizier befördert, legte am 28. August 1917 die Offiziersprüfung ab und wurde am 1. Februar 1918 zum Leutnant befördert. Am 4. Juni 1918 wurde er an die Westfront verlegt. Am 30. Dezember 1918 wurde er nach Kassel beurlaubt, wo inzwischen sein Vater und seine Schwestern Frieda und Marie lebten und ein Geschäft gegründet hatten. Seine Mutter war am 7. August 1918 gestorben. Am 6. Februar 1919 wurde er aus dem Wehrdienst entlassen.
Im Sommersemester 1919 begann er zunächst in Jena ein Studium der Geologie, Zoologie und Chemie und wurde Mitglied des Akademischen Turner-Bund (ATB). Im Wintersemester 1919/20 wechselte er nach Göttingen, das Sommersemester 1920 verbrachte er in Tübingen und kehrte im Wintersemester 1920/21 nach Göttingen zurück, wo er am 6. Juni 1923 zum Dr. phil. promovierte.
Von Mai bis Oktober 1923 übte er eine Gutachtertätigkeit in Kassel aus, bevor er am 1. November 1923 eine Stelle am Museum der Stadt Essen begann. Im Rahmen seiner Tätigkeit führte er diverse geologische Exkursionen im In- und Ausland (u. a. in Holland und England) durch.
Seit dem 15. März 1928 arbeitete Kurt Fiege bei einer geophysikalischen Gesellschaft, von April bis November 1928 in Serbien. Am 15. Dezember 1928 heiratete er Gertrud Emma Henny Friederike Töpperwien. Im Mai 1929 hielt er sich dienstlich in Italien auf. Im Juni reist er nach Amerika, wo er geologische und geophysikalische Arbeiten in Kanada (Alberta, Saskatchewan, Ontario) und USA (Colorado, Wyoming, Kansas), teilweise unter schwierigen Expeditionsbedingungen durchführte. Im Frühjahr 1930 folgte ihm seine Ehefrau nach Kanada. Am 3. Januar 1931 wurde ihre Tochter Gertrud in Denver/Col. geboren. Seit Juni 1931 geriet die geophysikalische Gesellschaft in wirtschaftliche Schwierigkeiten, was zur Kündigung zum 15. September 1931 führte. Im Juli 1931 kehrte die Familie daher nach Deutschland zurück.
Danach war Kurt Fiege zunächst arbeitslos und nur gelegentlich beruflich tätig. Im Mai 1932 begann er eine Tätigkeit als Assistent am Geologischen Institut der Universität Göttingen. 1933 trat er der NSDAP bei. In diesem Rahmen wurde ihm im Herbst 1933 das ehrenamtliche Referat (später: Kreisamt) für Außenpolitik von der Kreisleitung Göttingen übertragen. Damit gehörten landeskundliche Vorträge über Länder in Westeuropa und Nordamerika zu seinen Aufgaben. Seit 1935 gab es ernsthafte Differenzen mit der Kreisleitung u. a. wegen der „Gleichschaltung“ akademischer Verbindungen (u. a. des Akademischen Turner-Bundes, in dem er Mitglied war). Auch sein Einsatz für einen jüdischen Kollegen, der aus rassischen Gründen entlassen wurde, setzte ihn in Widerspruch zur Kreisleitung.
Im März 1934 wurde er zum Oberassistenten befördert. Am 23. April 1936 habilitierte er sich und bekam eine Dozentur. Aufgrund der Auseinandersetzungen mit der Kreisleitung der NSDAP wurde er am 20. Januar 1937 an die Christian-Albrechts-Universität in Kiel versetzt, wo er nur noch als Assistent beschäftigt war. Am 9. Oktober 1939 wurde er zum Dozenten befördert und verbeamtet.
Seit 1935 machte er zunächst im Rang eines Leutnants der Reserve in Hildesheim und Rendsburg als Artillerist diverse Wehrübungen. Als Reserveoffizier nahm er im September/Oktober 1938 an der Besetzung des Sudetenlandes teil. Am 1. Januar 1939 wurde er zum Oberleutnant d. R. und am 27. August 1939 zum Hauptmann d. R. befördert und war Batterieführer beim Artillerieregiment 30 in Rendsburg. Im September 1939 wurde er in dieser Eigenschaft einberufen und nahm am Zweiten Weltkrieg in Frankreich, Holland und Norwegen teil. Am 13. November 1940 wurde er schwer verwundet, es folgten Lazarett-Aufenthalte in Holland und Kiel.
Wegen seiner Verwundung dienstunfähig wurde er am 1. April 1941 kommissarischer Institutsleiter des Geologischen Instituts der Christian-Albrechts-Universität in Kiel und übte diese Tätigkeit seit November 1941 aus. Am 2. August 1942 wurde der Sohn Jürgen in Kiel geboren. Am 26. Juli 1943 wurde Kurt Fiege zum außerplanmäßigen Professor ernannt. Im Mai 1943 wurde er wieder zum Militärdienst jetzt bei den Marinefestungspionieren in Paris eingezogen. Am 1. November 1943 befördert zum Major d. R. wurde er im August 1944 nach Norwegen versetzt. Nach der Kapitulation der deutschen Wehrmacht war er zunächst in Norwegen, dann in Schweden und Schleswig-Holstein in Kriegsgefangenschaft, aus der er im August 1945 entlassen wurde.
Im September 1945 nahm er seine Tätigkeit an der Christian-Albrechts-Universität in Kiel wieder auf. Im Oktober 1947 wurde ein Entnazifizierungsverfahren gegen ihn eingeleitet. Am 1. Januar 1948 wurde er „einstweilig“ aus dem Dienst entlassen und bekam ein Vorlesungsverbot. Dieses Verfahren endete am 12. Januar 1949 mit der Entnazifizierung und der Einstufung in die Gruppe V (unbelastet). Am 20. April 1949 wurde seine Entlassung als Hochschullehrer zurückgenommen.
Von 1949 bis 1963 war Kurt Fiege als außerplanmäßiger Professor am Geologischen Institut der Christian-Albrechts-Universität in Kiel tätig. Seine Forschungsschwerpunkte waren Paläontologie und Lagerstättenkunde. In diesem Rahmen führte er zahlreiche Exkursionen in den deutschen Mittelgebirgen, England, Belgien und Frankreich durch, nahm an internationalen geologischen Kongressen teil, pflegte eine enge wissenschaftliche Zusammenarbeit mit ausländischen Kollegen und bildete neben der Vorlesungstätigkeit eine Reihe von Doktoranden aus.
Nach seinem Eintritt in den Ruhestand hatte er von 1962 bis 1965 Lehraufträge an der Universität Heidelberg. Im Mai 1973 zogen er und seine Frau Gertrud nach Göttingen. Die Ehefrau starb am 20. Januar 1982, er selbst ein Jahr später am 23. Januar 1983.

## Werk
Er befasste sich unter anderem mit Sedimentzyklen und Palichnologie (Spurenfossilien).

## Schriften
- Untersuchungen über zyklische Sedimentation geosynklinaler und epikontinentaler Räume, Abhandlungen der Preuß. Geolog. Landesanstalt, Band 177, 1937 (218 Seiten)
- Sedimentzyklen und Epirogenese, Zeitschrift der Deutschen Geologischen Gesellschaft, Band 103, 1951, S. 17–22.